# Недерево
Недерево — деревня в Ореховском сельском поселении Галичского района Костромской области России.

## География
Расположена на берегу речки Недёровки.

## История
Согласно Спискам населенных мест Российской империи в 1872 году деревня Ильинский Посёлок (Недерево) располагалась на тракте Галич — Буй и относилась к 1 стану Галичского уезда Костромской губернии. В ней числилось 5 дворов, проживали 20 мужчин и 17 женщин.
Согласно переписи населения 1897 года в деревне Недерово (Ильинское) проживало 70 человек (33 мужчины и 37 женщин).
Согласно Списку населенных мест Костромской губернии в 1907 году деревня Недерово (Ильинское) относилась к Котельской волости Галичского уезда Костромской губернии. По сведениям волостного правления за 1907 год в ней числилось 17 крестьянских дворов и 95 жителей. Основными занятиями жителей деревни, помимо земледелия, был плотницкий промысел, извоз и сельскохозяйственные работы.
До муниципальной реформы 2010 года деревня также входила в состав Ореховского сельского поселения.